# 配車配送計画ソフト
配車配送計画ソフト（はいしゃはいそうけいかくソフト）は、多くの制約要因がある中で、貨物を配送するために最も経済的な方法を選択するコンピューターソフトウェアである。制約要因には輸送モード（トラック、LTL、鉄道、空輸など）、配送事業者との契約、時間的な制約、ベストプラクティスがある。
ベストプラクティスとは、例えばトラック輸送の場合、トラックの積載効率を考慮してかつ走行距離を短くすることや、ローカルな小口貨物を大口貨物に途中でまとめたり、トラックの積載効率・コスト削減を考慮しつつ配送中に別な貨物を積むといったことを指す。